# Cuerpo de espesor constante
Un cuerpo de espesor constante o un sólido de anchura constante es, en geometría, aquella forma tridimensional convexa cuyo ancho o anchura o diámetro (medido por la distancia entre dos planos paralelos tangentes en dos bordes opuestos) es la misma, independientemente de la dirección de ambos planos paralelos (o ambos bordes opuestos). El ancho o la anchura o el diámetro de la superficie o del cuerpo en cuestión, se define como la distancia entre dichos planos.
Un sólido de espesor constante puede ser rotado entre dos planos paralelos separados por una distancia igual a la anchura o diámetro. O lo que es lo mismo, dos planos paralelos separados por una distancia constante de valor igual al espesor o ancho, pueden ser rotados alrededor de la superficie (perímetro) del cuerpo en cuestión, siendo tangentes en todo momento a dicho cuerpo.

Por lo tanto, un cuerpo de espesor constante puede ser rotado en un cubo de lado igual al valor de la anchura.

## Ejemplos

### Laesfera
La esfera es, por definición, el ejemplo más evidente de superficie o volumen de anchura constante. Además, es obvio que se puede circunscribir en un hexaedro, de manera que al rotar el hexaedro en torno a la esfera, es en todo momento tangente a la misma.

### Los tetraedros de Meissner
Dado que el triángulo de Reuleaux cumple los requisitos de las curvas de anchura constante, parece lógico pensar que el tetraedro de Reuleaux, por analogía, será también una superficie de anchura constante. Sin embargo, esto no es cierto, ya que se alcanzan valores superiores al valor r en los puntos medios de las aristas adyacentes a los vértices de las esferas, de valor: 
{\displaystyle ({\sqrt {3}}-{\sqrt {2}}/2)r\approx 1.0249r}
En 1912, Meißner y Schiller demostraron cómo modificar el tetraedro de Reuleaux para convertirlo en una superficie de anchura constante. El resultado son dos formas incongruentes que reciben el nombre de Tetraedros de Meißner, o Cuerpos de Meißner.